# Война за патенти
Война за патенти (на английски: Patent war) е „борба“ между корпорации или индивидуалисти за да си подсигурят патенти за съдебни спорове, били те офанзивни или защитни.
Има битки за патент между най-големите световни корпорации за технология и софтуер. Съвременните патентни войни са глобално явление, водени от мултинационални корпорации намиращи се в САЩ, Китай, Европа, Корея, Япония и Тайван. Битките за патент настъпват в голям дял от технологиите, в миналото и настоящето.

## История
Войните за патент, не са ново явление. В битката за патент на Wright brothers, които са изобретили самолета, се опитват да попречат на конкурентите да произвеждат самолети, чрез съдебни спорове, затруднявайки развитието на американската авиоиндустрия.
Александър Бел, откривателят на телефона, е бил въвлечен във война за патент срещу своите съперници, която е продължила 11 години, в които са се случили 600 дела. Един забележителен случай е искът на Бел срещу „Western Union“, като E„lisha Gray“ ги е подкрепил. One notable case was Bell's lawsuit against Western Union. Western Union was backed by Elisha Gray, also credited with inventing the telephone.
Появата на патентни войни се формира от дигиталната ера, тъй като бързите темпове на иновации правят голяма част от патентната система остаряла. През 80-те години технологичните корпорации в САЩ и Япония влязоха в патентна война, създавайки сценарий, при който компаниите бяха принудени да „се борят с патент с патент“. Тази двустранна патентна война, частично преувеличена от медиите, утихва в средата на 90-те години.
Влошаването на честотата на патентните войни е появата на патентно тролинг. Терминът „патентен трол“ е измислен през 90-те години от служителите на Intel и популяризиран от Intel Peter Detkin. Според Detkin Intel е „съден за клевета заради използването на термина „патентни изнудвачи“, така че измислих„ патентни тролове... Патентен трол е някой, който се опитва да спечели много пари от патент, че те са не практикуват и нямат намерение да практикуват и в повечето случаи никога не са практикували.
През 90-те години федералните съдилища започнаха да отменят по-ранните решения, взети от патентното ведомство, които ограничават патентоването на софтуер. През 1997 г. софтуерните компании Trend Micro, Integralis, McAffee и Symantec водят патентна война за антивирусен софтуер. През 1999 г. патент за „технология за поръчка с едно кликване“ доведе до патентна война между Amazon.com и Barnes & Noble. През 2004 г. Sony и Kodak влязоха в патентна война за цифрови фотоапарати, спор, който продължи до 2007 г. In 2004, Sony and Kodak engaged in a patent war over digital cameras, a dispute which lasted until 2007.
Настоящите войни за смартфони започнаха в края на 2000-те. Според PC Magazine, Apple донесе патентните войни на пазара на смартфони с желанието си да „премине термоядрено“ в конкурентната операционна система Android на Google за мобилни устройства.  Това предизвиква „война“ между големите технологични компании на мобилния пазар. Apple е обвинена, че има връзки с компанията Digitude Innovations, която е етикетирана като патентен трол. След тази война самата Apple също е наречена патент-трол. Following this warfare, Apple itself has also been called a patent-troll.

## Ефекти
Патентите са предназначени да защитават интелектуалната собственост и да насърчават иновациите, като предоставят на иновативните компании временно конкурентно предимство пред техните конкуренти; обаче патентите са използвани обидно чрез заплахи от съдебни спорове. Това принуждава компаниите да отделят време и пари, които биха могли да бъдат по-добре изразходвани за научноизследователска и развойна дейност. Businessweek писа, че „в патентни войни печелят само адвокати.“ Businessweek has written that „only lawyers win in patent wars.“
Има многобройни предложения, насочени към намаляване на риска от патентни войни. Twitter обяви през 2012 г. „Споразумение за патент на новатор“, обещавайки да не използва патентите си опортюнистично и без съгласието на служителите на компанията. Има коментатори, които подкрепят премахването на патентите изцяло, извън отраслите, които ги изискват.